# Trigonopsis mocoana
Trigonopsis mocoana är en biart som beskrevs av Vardy 1978. Trigonopsis mocoana ingår i släktet Trigonopsis och familjen grävsteklar. Inga underarter finns listade i Catalogue of Life.